# Shawnacy Barber
Shawnacy Campbell „Shawn“ Barber (* 27. Mai 1994 in Las Cruces, New Mexico, Vereinigte Staaten; † 17. Januar 2024 in Kingwood, Texas, Vereinigte Staaten) war ein kanadischer Leichtathlet.

## Sportliche Laufbahn
Erste internationale Erfahrungen im Stabhochsprung sammelte Shawn Barber bei den Juniorenweltmeisterschaften 2012 in Barcelona, bei denen er mit 5,55 m die Bronzemedaille gewann. 2013 nahm er an der Sommer-Universiade in Kasan teil und wurde dort mit 5,15 m Elfter. Daraufhin folgte die Teilnahme an den Weltmeisterschaften in Moskau, bei denen er mit 5,40 m in der Qualifikation ausschied. Anschließend gewann er bei den Panamerikanischen Juniorenmeisterschaften in Medellín mit 5,25 m die Goldmedaille sowie Silber bei den Spielen der Frankophonie in Nizza. 2014 gewann er bei den Commonwealth Games in Glasgow mit übersprungenen 5,45 m die Bronzemedaille. 2015 siegte er bei den Panamerikanischen Spielen in Toronto mit 5,80 m. Bei den Weltmeisterschaften in Peking wurde Barber mit einer übersprungenen Höhe von 5,90 m im Finale Weltmeister und damit der erste Kanadier, der in einer technischen Disziplin Weltmeister wurde, höhengleich mit dem Hochspringer Derek Drouin.
Am 15. Januar 2016 gelang Barber beim Hallen-Meeting in Reno erstmals ein Sprung über die 6-Meter-Marke. Bei den Hallenweltmeisterschaften in Portland im März erzielte er daran gemessen mit 5,75 m und dem geteilten vierten Platz ein eher enttäuschendes Resultat. Auch bei den Olympischen Spielen in Rio de Janeiro blieb er mit übersprungenen 5,50 m und Platz 10 im Finale hinter den Erwartungen zurück. 2017 wurde er bei den Weltmeisterschaften in London mit 5,65 m im Finale Achter.
2018 nahm er erneut an den Hallenweltmeisterschaften in Birmingham teil und übersprang dort nur 5,45 m und belegte damit Rang 15. Daraufhin nahm er erneut an den Commonwealth Games im australischen Gold Coast teil und gewann dort mit 5,65 m die Silbermedaille hinter dem Australier Kurtis Marschall.
Barber war Student an der University of Akron. Er wurde zwischen 2013 und 2015 sowie 2017 und 2018 kanadischer Meister im Stabhochsprung.

## Persönliches
Am 8. Juli 2016 wurde er positiv auf Kokain getestet. Auf eine Sperre wurde verzichtet, nachdem er hatte glaubhaft machen können, dass er beim einmaligen sexuellen Kontakt mit einer Internet-Bekanntschaft beim Küssen die Substanz schluckte, die die Frau kurz zuvor ohne sein Wissen konsumiert hatte. Im April 2017 outete er sich auf Facebook als homosexuell.
Barber besaß auch die US-amerikanische Staatsbürgerschaft.
Shawnacy Barber starb infolge „medizinischer Komplikationen“ im Januar 2024 im Alter von 29 Jahren in seinem Haus in Texas.

## Persönliche Bestleistungen
- Stabhochsprung: 5,93 m, 25. Juli 2015 in London (Kanadischer Rekord)
  - Stabhochsprung (Halle): 6,00 m, 15. Januar 2016 in Reno (Kanadischer Rekord)